# 情景泥棒
『情景泥棒』（じょうけいどろぼう）は、日本のロックバンド、THE BACK HORNの1枚目のミニ・アルバム。2018年3月7日に SPEEDSTAR RECORDSから発売された。

## 解説
収録数は全7曲。ミニ・アルバムとしてはインディーズ期以来となるリリース。ジャケットのイラストは松田晋二の作品であり、松田がイラストを担当するのは『太陽の中の生活』以来約12年ぶり。
初回盤特典DVDには、2017年10月21日に日比谷野外音楽堂で開催された『BEST THE BACK HORN Ⅱ』のリリース記念として「KYO-MEIワンマンライブ」～第三回夕焼け目撃者～のライブ映像を12曲収録。

## 収録曲

### CD
全曲・編曲：THE BACK HORN
1. Running Away
作詞・作曲：菅波栄純
2. 儚き獣たち
作詞：山田将司
作曲：菅波栄純
3. 閃光
作詞・作曲：菅波栄純
4. がんじがらめ
作詞・作曲：菅波栄純
5. 情景泥棒
作詞：松田晋二
作曲：菅波栄純
6. 情景泥棒～時空オデッセイ～
作詞・作曲：菅波栄純
7. 光の螺旋
作詞・作曲：岡峰光舟

### DVD（初回限定盤のみ）
『KYO-MEIワンマンライブ 〜第三回夕焼け目撃者〜』 Live at 日比谷野外大音楽堂
1. シリウス
2. 声
3. ひょうひょうと
4. 晩秋
5. コワレモノ
6. アカイヤミ
7. 枝
8. 覚醒
9. 孤独を繋いで
10. シンフォニア
11. 何処へ行く
12. グローリア